# Hilo esmaltado

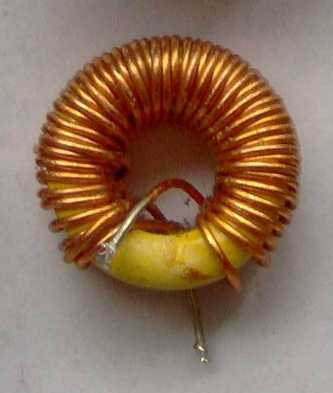
Inductor hecho con hilo esmaltado de cobre enrollado en torno a un núcleo toroidal

El hilo esmaltado es un hilo de cobre o de aluminio recubierto de una capa muy fina de aislamiento. Se utiliza en la construcción de transformadores, inductores, motores, generadores, altavoces, actuadores de cabezales de disco duro, electroimanes, pastillas de guitarra eléctrica y otras aplicaciones que requieren bobinas ajustadas de hilo de cobre aislado..
El hilo esmaltado en sí es normalmente de cobre refinado electrolíticamente completamente recocido. En ocasiones se utiliza hilo de aluminio para grandes transformadores y motores. El aislamiento se realiza normalmente con materiales de película de polímeros resistentes en lugar de esmalte vítreo, como el nombre podría sugerir.

## Fabricación
Los materiales más adecuados para fabricar hilo esmaltado son los metales puros no aliados, especialmente el cobre. Cuando se consideran factores como los requisitos de propiedades químicas, físicas y mecánicas, el cobre se considerará como conductor de primera opción para el hilo esmaltado.
Muy a menudo, el hilo esmaltado se compone de cobre refinado electrolíticamente totalmente recocido para permitir un enrollamiento más cercano cuando se fabrican bobinas electromagnéticas. Los grados de cobre sin oxígeno de alta pureza se utilizan para aplicaciones de alta temperatura en atmósferas reductoras o en motores o generadores refrigerados por gas hidrógeno.
El hilo esmaltado de aluminio en ocasiones se utiliza como alternativa para grandes transformadores y motores, principalmente por razones económicas. Debido a su menor conductividad eléctrica, el hilo esmaltado de aluminio requiere un área de sección transversal 1,6 veces mayor que un hilo esmaltado de cobre para conseguir una resistencia DC comparable.

## Aislamiento
Aunque se describe como "esmaltado", el hilo de cobre esmaltado no está, de hecho, recubierto con una capa de pintura esmaltada o esmalte vítreo hecho de polvo de vidrio fundido. El hilo de cobre moderno normalmente utiliza de una a cuatro capas (en el caso del hilo esmaltado de tipo quad-film) de aislamiento de película de polímero, a menudo de dos composiciones diferentes, para proporcionar una capa aislante continua y dura.
Las películas aislantes de hilo de cobre utilizan (en orden creciente del rango de temperatura) polivinilo formal (Formvar), poliuretano, poliamida, poliéster, poliéster- poliimida, poliamida-poliimida (o amida-imida) y poliimida. El hilo esmaltado de cobre aislado de poliimida es capaz de funcionar hasta 250 °C (482 °F). El aislamiento de un hilo esmaltado cuadrado o rectangular más grueso se incrementa a menudo envolviéndolo con una cinta de poliimida o fibra de vidrio de alta temperatura, y los bobinajes terminados a menudo se impregnan al vacío con un barniz aislante para mejorar la fuerza de aislamiento y la fiabilidad a largo plazo del bobinado.
Las bobinas autoportantes se enrollan con hilo de cobre recubierto con al menos dos capas, la más externa es un termoplástico que une las espiras cuando se calienta.
Otros tipos de aislamiento, tales como el hilo de fibra de vidrio con barniz, papel aramida, papel kraft, mica y película de poliéster también se utilizan ampliamente en todo el mundo para diversas aplicaciones como transformadores y reactores.
En la industria del audio, a veces se utilizan hilo esmaltados hechos de plata en lugar de cobre. Se pueden encontrar varios otros aislantes como el algodón (a veces impregnado de algún tipo de agente coagulante/espesador, como la cera de abeja ) y el politetrafluoroetileno (teflón). Los materiales de aislamiento más antiguos incluyen algodón, papel o seda pero sólo son útiles para aplicaciones a baja temperatura hasta 105 °C.
Para facilitar la fabricación, algunos hilos de cobre de baja temperatura tienen un aislamiento que puede eliminarse con el calor de la soldadura. Esto significa que las conexiones eléctricas a los extremos pueden realizarse sin quitar primero el aislamiento, pero el inconveniente es que se puede fundir accidentalmente. El pelado de hilo esmaltado con láser tiene la capacidad de eliminar secciones del aislamiento del hilo esmaltado para mejorar la conectividad; La tecnología láser puede proporcionar una precisión y repetibilidad inigualables para garantizar una conectividad precisa.

### Sección transversal
El hilo esmaltado de menor diámetro suele tener una sección transversal redonda. Este tipo de hilo esmaltado se utiliza para cosas como las tabletas de guitarra eléctrica. Los hilos de cobre más gruesos son a menudo cuadrados, rectangulares o hexagonales (con esquinas redondeadas) en sección transversal, empaquetándose de forma más eficiente y con una mayor estabilidad estructural y conductividad térmica a través de los giros adyacentes.

## Clasificación
Al igual que otros hilos esmaltados, el hilo esmaltado se clasifica por diámetro ( número AWG, SWG o milímetros) o área (milímetros cuadrados), clase de temperatura y clase de aislamiento.

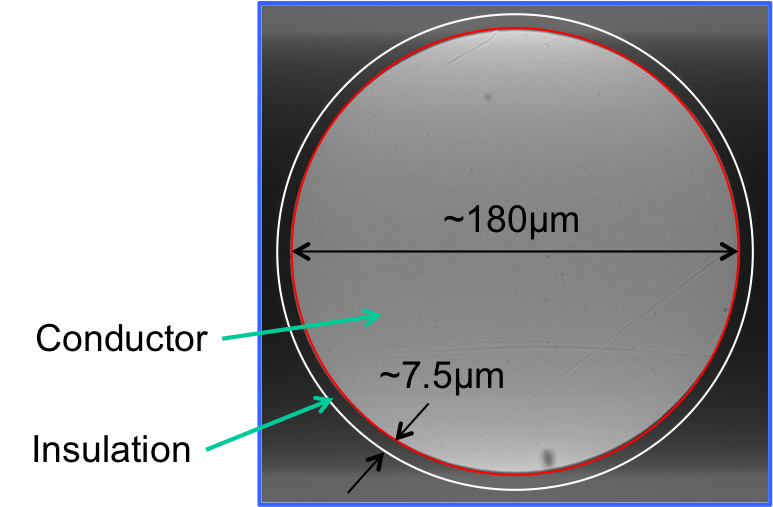
Vista de la sección transversal del hilo esmaltado de cobre AWG33 tomada con un microscopio electrónico de escaneo

La tensión de ruptura depende del grosor de la cubierta, que puede ser de 3 tipos: Grado 1, Grado 2 y Grado 3. Los grados más altos tienen un aislamiento más grueso y, por tanto, tensiones de ruptura más altas.
La clase de temperatura indica la temperatura del hilo esmaltado en la que tiene una vida útil de 20.000 horas. A temperaturas más bajas, la vida útil del hilo esmaltado es más larga (aproximadamente un factor de dos por cada 10 °C menor temperatura). Las clases de temperatura habituales son 105 °C (221 °F), 130 °C (266 °F), 155 °C (311 °F), 180 °C (356 °F) y 220 °C (428 °F).

## Densidad de corriente
En la práctica, la densidad de corriente máxima puede variar desde 2,5 A/ mm² para un hilo esmaltado aislado al aire libre hasta 6 A/ mm² para un hilo esmaltado al aire libre. Si el hilo esmaltado transporta corrientes de alta frecuencia (por encima de 10 kHz), el efecto pelicular puede afectar a la distribución de la corriente a través de la sección concentrando la corriente en la superficie del conductor.
Si el enfriamiento activo se proporciona soplando aire o circulando agua, se pueden conseguir densidades de corriente mucho más altas, proporcionalmente a la efectividad del enfriamiento.
Un hilo esmaltado de aluminio debe tener 1,6 veces el área de la sección transversal que un hilo esmaltado de cobre para conseguir una resistencia DC comparable. Por eso, los hilos de cobre contribuyen a mejorar la eficiencia energética en equipos como los motores eléctricos.

## Aplicaciones
El hilo esmaltado de cobre se utiliza en bobinajes de motores eléctricos, transformadores, inductores, generadores, auriculares, bobinas de altavoces, posicionadores de disco duro, electroimanes y otros dispositivos.

### En motores eléctricos

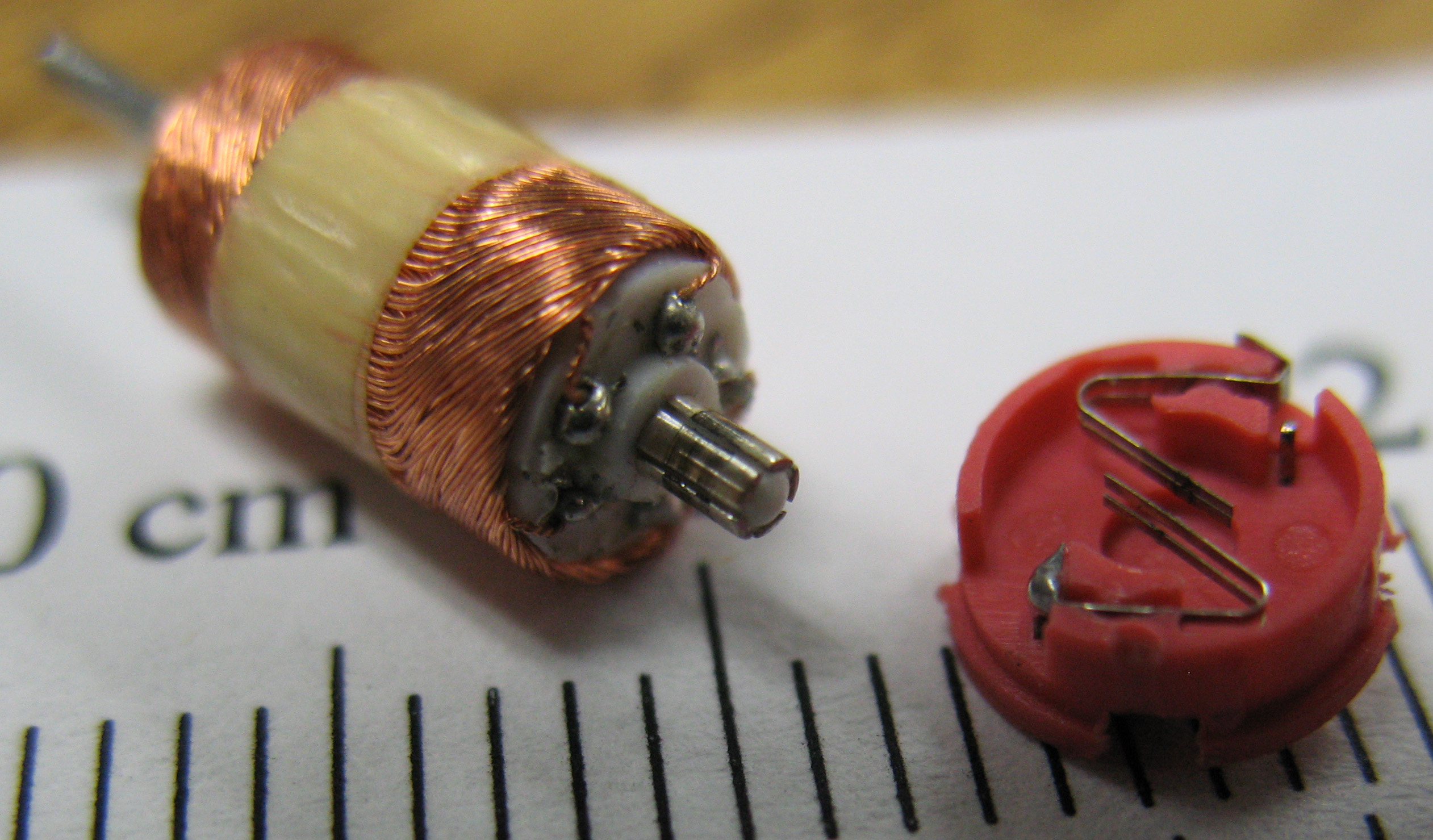
Bobinados de hilo de cobre en un motor eléctrico miniaturizado

Los motores eléctricos convierten la energía eléctrica en movimiento mecánico, generalmente mediante la interacción de campos magnéticos creados por conductores que transportan corriente. Los motores eléctricos se encuentran en numerosas aplicaciones, tales como ventiladores, ventiladores, bombas, máquinas, electrodomésticos, herramientas eléctricas y unidades de disco. Los motores eléctricos más grandes con capacidades de miles de kilovatios se utilizan en aplicaciones como la propulsión de grandes barcos. Los motores más pequeños mueven las agujas de los relojes de pulsera eléctricos.
Los motores eléctricos contienen bobinas para producir los campos magnéticos necesarios. Para un tamaño determinado del bastidor del motor, el material de alta conductividad reduce la pérdida de energía debido a la resistencia de la bobina. Los conductores más pobres generan más calor residual cuando transfieren energía eléctrica a energía cinética.
Debido a su alta conductividad eléctrica, el cobre se utiliza habitualmente en bobinados, almohadillas, colectores, cepillos y conectores de motores, incluidos los motores de la más alta calidad. La mayor conductividad del cobre en comparación con otros materiales mejora la eficiencia energética eléctrica de los motores. Por ejemplo, para reducir las pérdidas de carga en motores de inducción de uso continuo por encima de 1 caballo de potencia, los fabricantes utilizan invariablemente el cobre como material conductor en bobinados. El aluminio es un material alternativo en motores de menor potencia, especialmente cuando los motores no se utilizan continuamente.
Uno de los elementos de diseño de los motores premium es la reducción de las pérdidas de calor debido a la resistencia eléctrica de los conductores. Para mejorar la eficiencia energética eléctrica de los motores de inducción, la pérdida de carga puede reducirse aumentando la sección transversal de las bobinas de cobre. Un motor de alta eficiencia normalmente tendrá un 20% más de cobre en el bobinado del estator que su homólogo estándar.
Los primeros desarrollos en la eficiencia del motor se centraron en reducir las pérdidas eléctricas aumentando el peso de empaquetamiento de los bobinados del estator. Esto tenía sentido, puesto que las pérdidas eléctricas suelen representar más de la mitad de todas las pérdidas de energía, y las pérdidas del estator representan aproximadamente dos tercios de las pérdidas eléctricas.
Sin embargo, existen desventajas al aumentar la eficiencia eléctrica de los motores mediante bobinajes más grandes. Esto aumenta el tamaño y el coste del motor, lo que puede no ser deseable en aplicaciones tales como electrodomésticos y automóviles.

### En transformadores

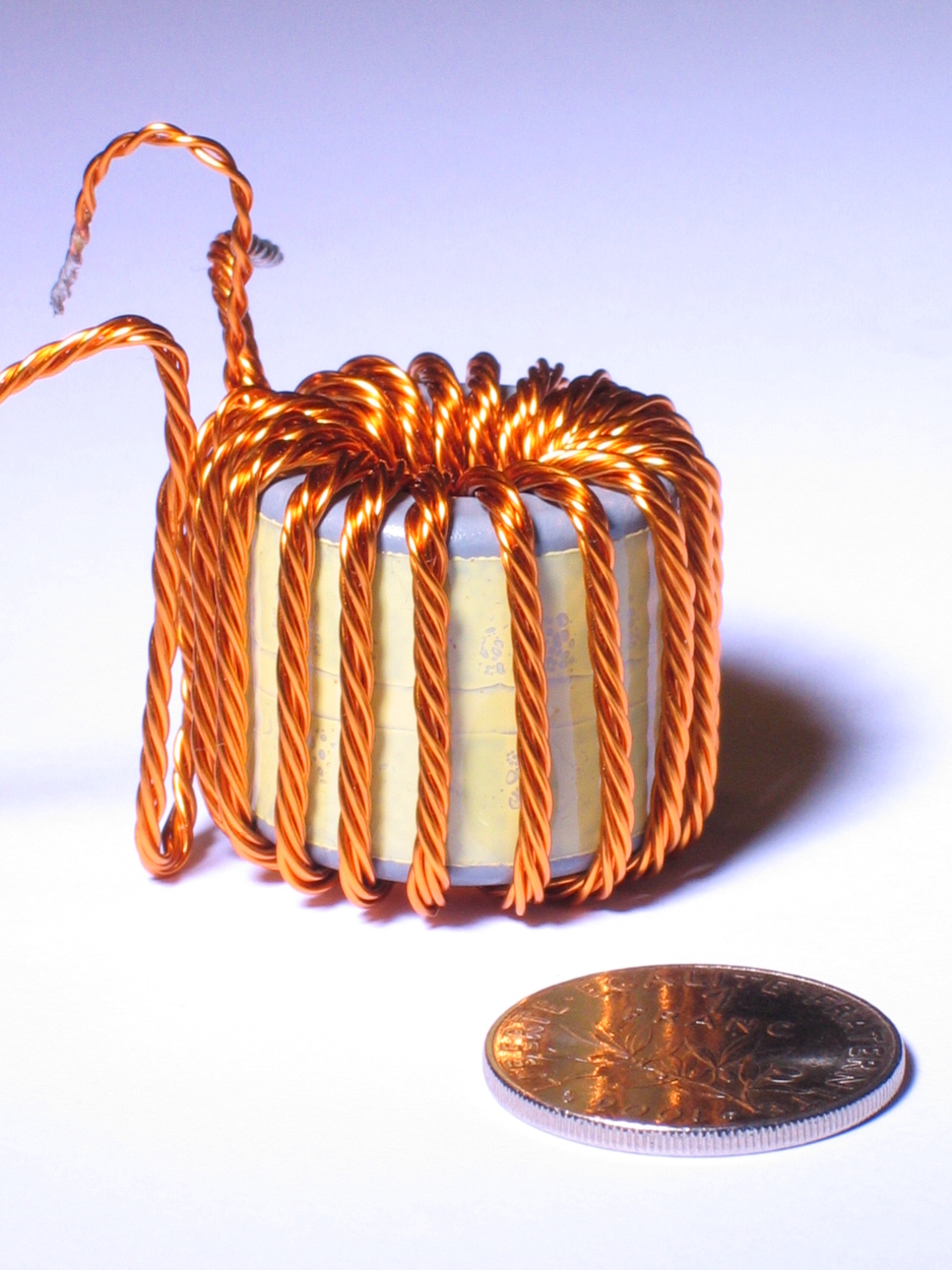
El hilo esmaltado Litz de cobre trenzado se utiliza para determinados transformadores de alta frecuencia para minimizar el efecto de la piel

Un transformador es un dispositivo que transfiere energía eléctrica de un circuito a otro a través de sus bobinas (bobinados). Las propiedades necesarias para los bobinados del motor son similares a las necesarias para los transformadores pero con el requisito adicional de soportar vibraciones mecánicas y fuerzas centrífugas a temperaturas de funcionamiento.
Los bobinajes de los transformadores se hacen normalmente de cobre, pero el aluminio es un competidor adecuado en el que el peso y el primer coste son factores decisivos.
En Norteamérica, el aluminio es la elección predominante de material de bobinado para transformadores de bajo voltaje de tipo seco de más de 15 kilovoltios-amperios (kVA). En la mayoría de otras zonas del mundo, el cobre es el material de bobinado predominante. Las decisiones de compra son generalmente una función de las valoraciones de pérdidas expresadas en moneda por kilovatio.
El cobre utilizado para la fabricación de bobinados de transformadores tiene forma de hilo de cobre para productos pequeños y cinta para equipos de mayor tamaño. Para los productos pequeños, el hilo esmaltado debe ser lo suficientemente fuerte para enrollarse sin romperse, pero lo suficientemente flexible para proporcionar bobinajes cerrados. Los productos de tiras deben ser de buena calidad superficial para que los esmaltes aislantes no se rompan bajo tensión. Una buena ductilidad es esencial para formar y empaquetar la cinta mientras que se necesita una buena resistencia para soportar las elevadas tensiones electromecánicas establecidas en condiciones ocasionales de cortocircuito. Los hilos de cobre de los transformadores son compatibles con todos los materiales de aislamiento modernos, tales como laca y esmalte. Las lacas permiten una separación cercana de los bobinajes para dar la mejor eficiencia a las bobinas.
Uno de los principales motivos de ingeniería para elegir bobinos de cobre sobre el aluminio son las consideraciones de espacio. Esto se debe a que un transformador bobinado de cobre puede hacerse más pequeño que los transformadores de hilo de aluminio. Para obtener los mismos valores en transformadores de aluminio, se requiere un área de sección transversal un 66% mayor que para los conductores de cobre. Sin embargo, el uso de conductores de mayor tamaño hace que la fuerza del bobinado del aluminio sea casi equivalente a la de los bobinados de cobre.
La conectividad es otra ventaja importante de los transformadores de cobre, puesto que el recubrimiento de óxido en la superficie del aluminio dificulta la soldadura o la conexión con él. La limpieza y cepillado con un compuesto de calidad para evitar la oxidación no es necesario con el cobre.

### En generadores
La tendencia de los generadores modernos es operar a temperaturas más altas y mayores conductividades eléctricas con cobre libre de oxígeno para barras de campo e hilo esmaltado en lugar del cobre libre de oxígeno utilizado anteriormente. 